# Thomas François Burgers
Thomas François Burgers (Cape Colony, Dél-Afrika, 1834. április 14. – Richmond, 1881. december 9.) búr politikus, a Transvaal Köztársaság 5. elnöke volt.

## Élete
1834-ben született Cape kolóniában, Dél-Afrikában. Később Európába küldték tanulni. Tanulmányait a hollandiai Utrecht városában végezte, ahol egyben a teológia doktora is lett. Anyanyelvi szinten elsajátította az angol, és holland nyelveket.
Tanulmányainak elvégzése után visszatért Dél-Afrikába és az ottani Holland Református Egyház vezetője lett. Cape Colony városában élt, ahol nyolc évig volt szolgálatban.
1862-ben prédikációival magára vonta a figyelmet, és két évvel később egy egyházi bíróság felfüggesztette őt eretnekség vádjával. Burgers fellebbezett, azonban a gyarmati kormány, nem akarta ezt támogatni, azonban a britek Burgers szabadlábra helyezését kezdeményezték.
1872. július 1-jén a Transvaal Köztársaság elnökének választották, és még aznap felesküdött a kormányra.
1875-ben Burgers a Transvaal köztársaság felelős ügyvezető elnökeként Európába utazott, hogy az országon belüli vasútvonalak meghosszabbításáról tárgyaljon. A Burgers szerződést kötött, 1875 decemberében, amely a vasút építéséről szólt. Londonban gyűjtötte rá össze a pénzt, majd hazautazott.
1876 júniusában hadat üzent Sikukuni (Secocoeni) bennszülött vezérnek, Kelet-Transvaalba. A hadjárat sikertelen volt, ráadásul a vasútépítés nem ment zökkenőmentesen a Zulu támadások miatt és az állami kassza kezdett kiürülni.
Az angol annexióba beleegyezett, mert tudta hogy az ország még túl gyenge ahhoz hogy független legyen, ezért elfogadta a nyugdíját a brit kormánytól. A Cape kolóniában fekvő Hannover városában telepedett le, és főleg gazdálkodással foglalkozott. 1881. december 9-én népszerűtlenül, elfelejtve halt meg 47 éves korában.
Burgers hatalmas terveket szőtt, ám terveihez sosem rendelkezett megfelelő körülményekkel. Egyszer pénzhiánnyal küszködött, máskor bennszülöttektől kellett tartania. Kortársai szerint Burgers végtelen energiával és kitartással dolgozott ám ez nem változtatott kabinetje ingadozó teljesítményén.